# 司馬文
司馬文（1958年11月8日—），英文通稱音譯為保羅·齊默爾曼，荷蘭犹太裔香港人，泛民主派社會運動人士。司馬生於荷蘭，並在荷蘭完成大學教育。他在1984年到香港工作，婚後決定於香港定居，並在2012年歸化香港特區護照。他曾任香港南區區議會副主席、薄扶林選區議員以及公共專業聯盟主席。
司馬文在1990年代起參與香港的社會運動，並參與保護海港協會。他於2006年香港選舉委員會界別分組選舉在政壇嶄露頭角，雖然在選舉中一直失利，但於2010年南區區議會薄扶林選區補選中成功當選為南區區議會議員，並一直連任至今。除此之外，他亦在2016年香港選舉委員會界別分組選舉上透過建築、測量、都市規劃及園境界成為選舉委員。然而，他自2008年香港立法會選舉起多次競逐立法會議席，並且在2019年香港鄉郊代表選舉挑戰居民代表一職，但均告失敗。

## 早年生活
司馬文在1958年於荷蘭鹿特丹出生於一個德國猶太裔宗族，小時候在武爾登生活，整個家庭連同他共有六兄弟姊妹。司馬中學時代就讀明奇馬書院，他當時已經在地下報紙撰寫文章，更曾策劃學生運動，因教職員合同問題將學校封鎖一週迫使荷蘭政府介入並撤換校長。他及後返回鹿特丹伊拉斯姆斯大学修讀經濟學學位，曾在校內推行禁煙運動，並加入民主66的青年組織青年民主黨。但是，他需要協助其父親的遠東貿易生意，因而沒有在荷蘭政界發展下去，同時他亦開始跟隨父親到香港、澳門及珠海等地工幹。
司馬文為了避免消耗數年時間在荷蘭徵兵制服役上，決意在北大西洋公約組織外工作以符合豁免規定。他最終在1984年前往香港，在一所荷資銀行實習三個月。雖然他喜歡香港的生活環境，但他並不熱忱於銀行業，實習後轉去公關公司工作，並在1987年創立設計公司。1997年將公司出售但留任公司，但當時他發現香港展覽場地不足，開始關注西九文化區，因而不滿香港城市规划。
司馬文在2000年代因離開公司及SARS事件後曾打算返回荷蘭，也考慮過到澳大利亚或上海生活，但因家庭因素而決定留在香港。他決定留港後，投資捷成假期並擔任公司要員，直至成為區議員後改任非執行董事。他在政治生涯上也常因作為旅遊公司董事，以香港旅遊業業界人士身份參選及發言。

## 參與社會運動
司馬文在20世紀末才開始在香港發起社會運動，他和鐘普洋合作，向政商及市民推動可持續發展，亦促成了保護海港協會的誕生。他於2000年代與邵在德、黃匡源及陸恭蕙一同創立創建香港，希望能提供平台予市民就城市規劃提出意見，並透過組織的專業人士將意見轉為實際的倡議計劃。
他認為政府在2004年設立共建維港委員會時，使到保護維多利亞港等可持續發展議題涉及更多政治因素，也令他步入香港政治中。及後他也參與了保留舊中環天星碼頭事件及保留皇后碼頭事件。

## 政治生涯

### 初入政壇
余若薇、黎廣德和湯家驊等人在2006年邀請司馬文一同建立新的政黨，司馬就因此成為了公民黨的創黨黨員之一。他在創黨後隨即參選2006年香港選舉委員會界別分組選舉第一界別旅遊界，希望可以爭取提名泛民主派人士參選2007年香港特別行政區行政長官選舉，令行政長官選舉成為真正有競爭的選舉。首次出戰香港選舉的他最終獲得151票，以一票之差落選。
一年之後，2007年香港區議會選舉為公民黨首次參與的普遍選舉，司馬原本想在居住地清水灣半島出選屬於西貢區議會的坑口東選區。不過考慮到該議席一直由新界原居民把持，他因而放棄在西貢區出選。最終他選定了他曾參與該地市區更新計劃的灣仔區議會司徒拔道選區議席，最終他得票率為45%，以129票之差敗給爭取連任的黃宏泰。
司馬代表公民黨在2008年香港立法會選舉出選旅遊界功能界別，不過在兩名建制派候選人謝偉俊及葉慶寧夾擊下，司馬僅得81票，得票率不足一成，未能晉身香港立法會。
雖然經歷了選舉委員會、區議會及立法會三次選舉失敗，司馬文仍然留在公民黨，就各項政策提出意見。在2010年初，司馬與公共專業聯盟部分成員反對廣深港高速鐵路香港段計劃，更曾到訪支持高鐵計劃團體工程界社促會的記者會，直接向該會副主席嚴建平遞信。

### 晉身區議會
南區區議會議員陳岳鵬在2010年因會任職於香港特別行政區行政長官辦公室而辭職，令薄扶林選區出現空缺。司馬決定以公民黨黨員代表泛民主派參與薄扶林選區補選。他在是次補選得到絕大部分泛民主派政黨支持，不論民主黨何俊仁、公民起動何秀蘭、香港民主民生協進會張國柱及社會民主連線吳文遠均有為司馬站台。雖然如此，薄扶林本為建制派的票倉，而司馬的對手為陳岳鵬及葉劉淑儀支持的劉應東，司馬未佔優勢。
不過在選舉日前一天，司馬與劉應東一同在沙宣道拉票時，雙方發生爭執，劉的助選員突然躺臥在地並指自己受襲。事件發生後，司馬雖然錄有對方假摔片段，並指出對方是「演技精湛的演員」，但香港警察隨即拘捕司馬，及後才放棄起訴。在選舉日時有人手持針對司馬的標語遊街，而建制派及泛民主派均全員出動，支持自己陣營的候選人。司馬最終取得1,183票，比劉多出近400票，爆冷成為南區區議會議員，並成為當時香港唯一一位外籍民選議員。他在當選後隨即辭去原有受薪職務，成為全職區議員。司馬在任期內希望單車能在香港普及起來，以及改善薄扶林及半山區一帶行人路。他雖然成功進入議會，但認為區議會受香港根深蒂固的官僚主義影響，在體制內只可討論有限的議題，難以推動重大改革。不過，他仍在2011年香港區議會選舉中爭取連任，而挑戰者則為早在香港高鐵爭議上已有交手的嚴建平。最終司馬以1,445票，得票率64.2%，成功連任。

### 歸化及退黨

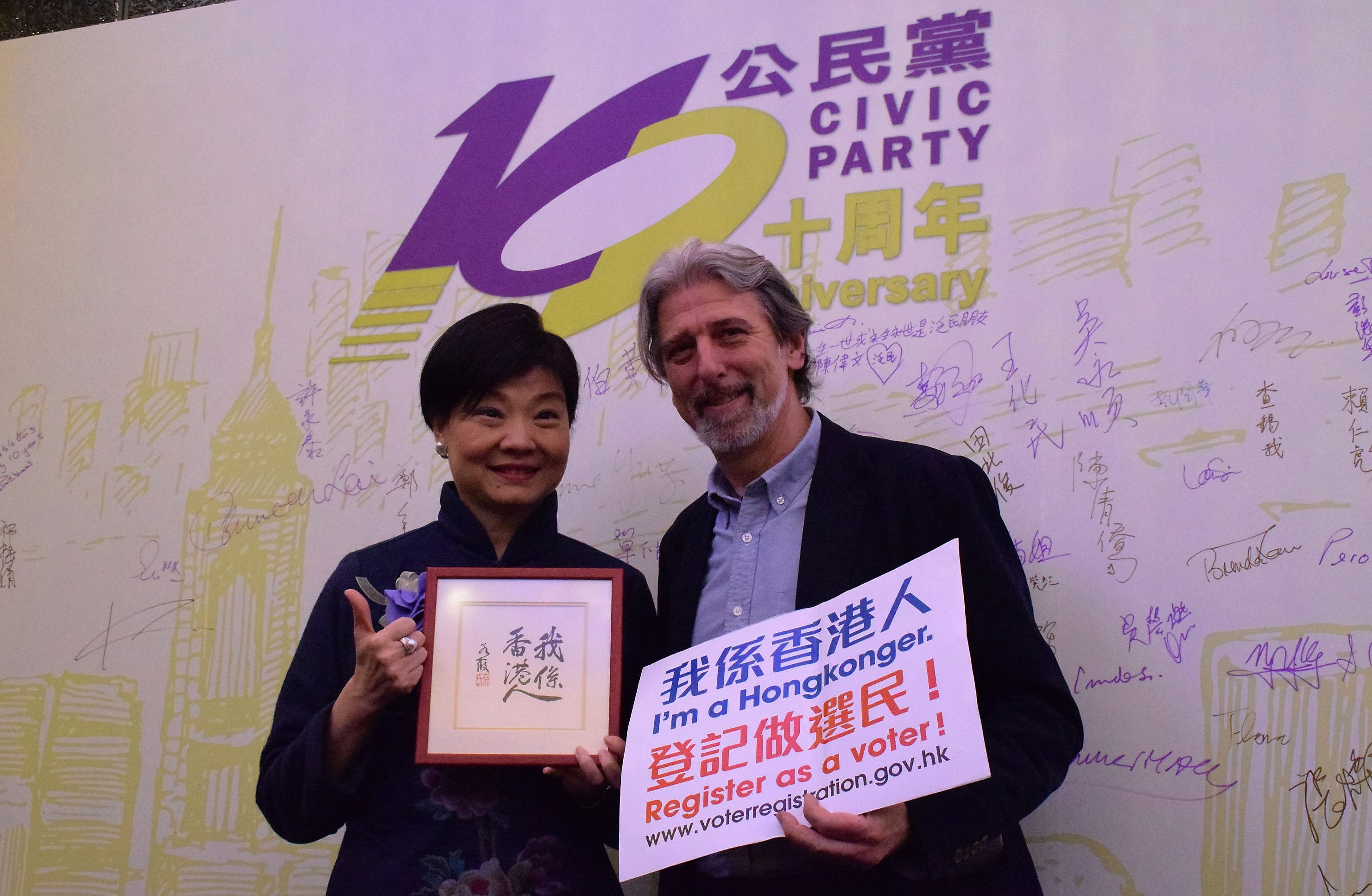
司馬文雖然退出公民黨，但保持友好關係，並在2016年出席10週年活動

司馬文成為區議員後，希望可以透過2012年香港立法會選舉中新增的區議會（第二）功能界別進入立法會。不過此界別卻限制只可由沒有外國居留權的中國國籍人士參選，司馬遂於2011年11月向入境事務處申請歸化中國國籍。當中他因入境事務處審批緩慢而促請加快程序，但公民黨在未有審批結果下決定不派人出選超級區議會界別。公民黨公佈決定後，他在2012年6月獲通知申請被接納，但公民黨及後既不派人出選超區界別，更要求他在香港島選區位列陳家洛及陳淑莊之後。司馬為了增加當選機會下決定離開公民黨，但由於未取得足夠區議員提名他出選超區界別，他最終改為支持民協馮檢基參選。
加入中國國籍後，司馬符合資格並參選2012年港區人大選舉。他指出全国人民代表大会作為中國國會，在香港社會不受注目，他希望參選港區人大可以將人大議題帶入香港社會，亦同時為香港下一代在全國層面發聲。雖然他獲得超過15名合資格人士提名，但由於选举委员会多数属建制派，身為泛民主派成員的他一如預料落選。他在選舉上獲得226票，在52名候選人中排名50位。
司馬退出公民黨，並繼續原有的區議員工作。在首個連任任期內，他除了繼續單車推廣及改善行人路外，也處理薄扶林和數碼港等地涉及道路、交通、基础设施和商業設施等的社區問題。在2014年雨傘革命發生時舉行的國慶酒會上，以南區區議員身份出席的他戴上黃絲帶，在祝酒一刻以雨傘取代酒杯，對香港政府的暴力鎮壓作出抗議，更指行政長官梁振英須向學生道歉。

### 傘後時期

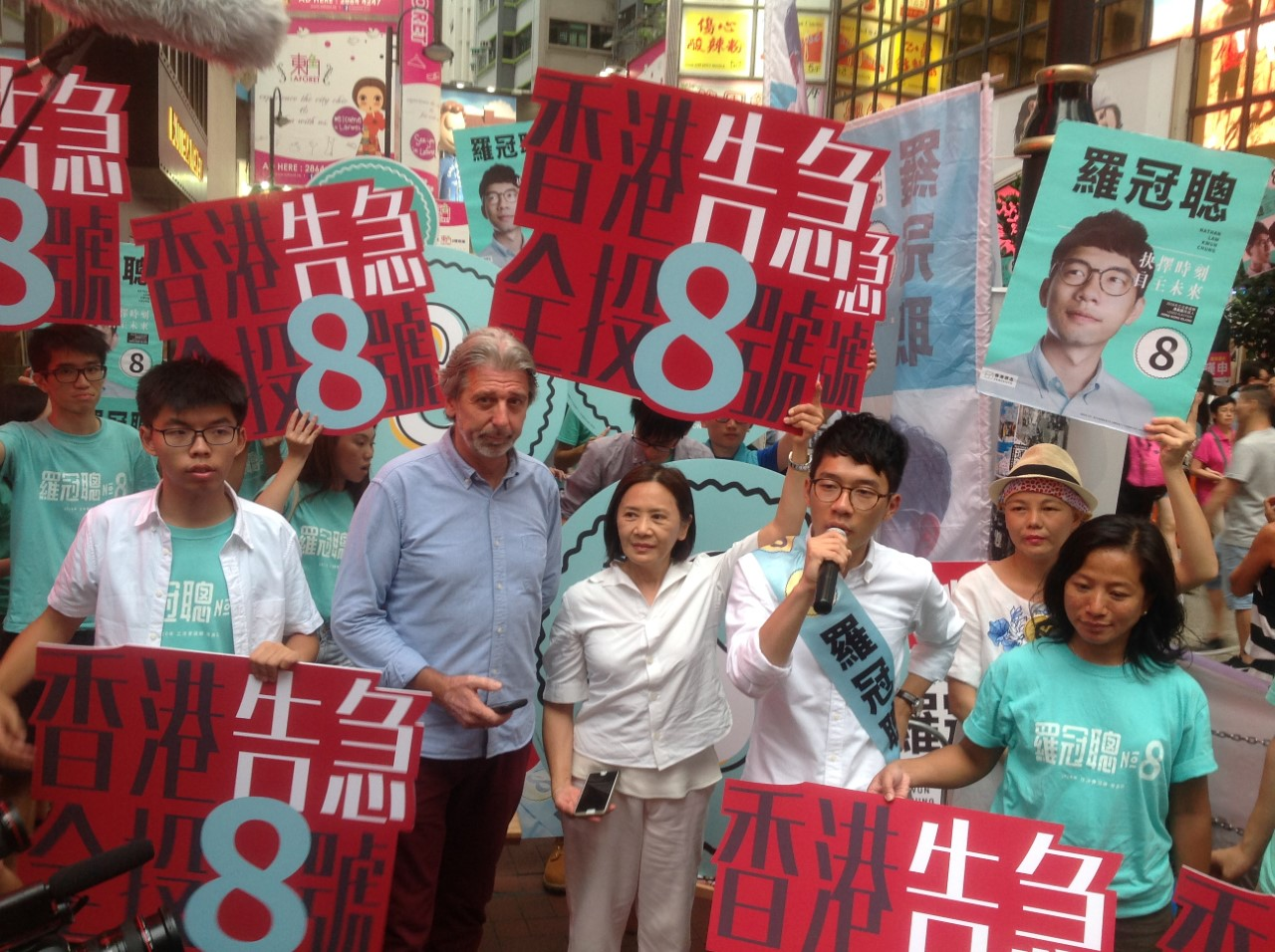
司馬文在2016年香港立法會選舉中為香港眾志羅冠聰站台

司馬文在2015年香港區議會選舉中面對前教育局政治助理楊哲安的挑戰。楊認為司馬支持雨傘革命及反政府立場鮮明，國慶酒會抗議無濟於事，自己曾擔任官員能更有效率開展地區工作，而司馬則表示楊在臨近選舉才在薄扶林出現，自己任期內政績明顯，也沒有使區內工作政治化，不認為楊在選情上能威脅他。司馬結果以得票1,952及得票率63.1%再度於薄扶林選區連任南區區議員。
湯家驊在2015年5月時創立智庫民主思路研究一國兩制前途，並邀請司馬加入。司馬加入民主思路後更一度擔任理事，不過他後來因民主思路考慮組織參選2016年香港立法會選舉而認為智庫變質為政党，與他加盟時的初衷不一，遂決定於2016年1月退出。
巴拿馬文件在2016年被公佈，因而揭發多名香港公職或政界人士持有英國、澳洲及加拿大等國籍。劉鳴煒表示自己雙重國籍對承認中國人身份沒有影響，並不打算放棄英籍。司馬以自己放棄荷蘭國籍來反駁劉的言論，指出劉應該棄英籍以表對中國的忠誠，並向他作出忠誠的挑戰。
原本渴望在2016年香港立法會選舉再次挑戰區議會（第二）功能界別議席的司馬再次因區議員提名不足無法參選。及後他改為出選香港島選區，亦與參選新界西選區的土地正義聯盟朱凱廸組成盟友關係，一同提倡可持續發展及保護香港的自主權等。然而，司馬的支持度一直低迷，他決定在選舉前棄選，呼籲支持者轉投香港眾志羅冠聰，並在選舉日為他站台拉票。最終司馬文在退選下得票僅為2,550票，而羅及朱均以在各自的選區高票當選。
同年12月，民主派組成聯盟民主300+，希望在2016年香港選舉委員會界別分組選舉中奪得三百個選舉委員席位。司馬組織CoVision16團隊參選其中一個被喻為「梁營」票倉的建築、測量、都市規劃及園境界，政綱主要以專業角度針對整體民生，政治訴求為副。民主派派出27人參選該界別，並成功擊敗建制派，共取得26席。司馬亦因此首度當選選舉委員，更以2,524票超高票而成為屆別票王。

### 繼續參選

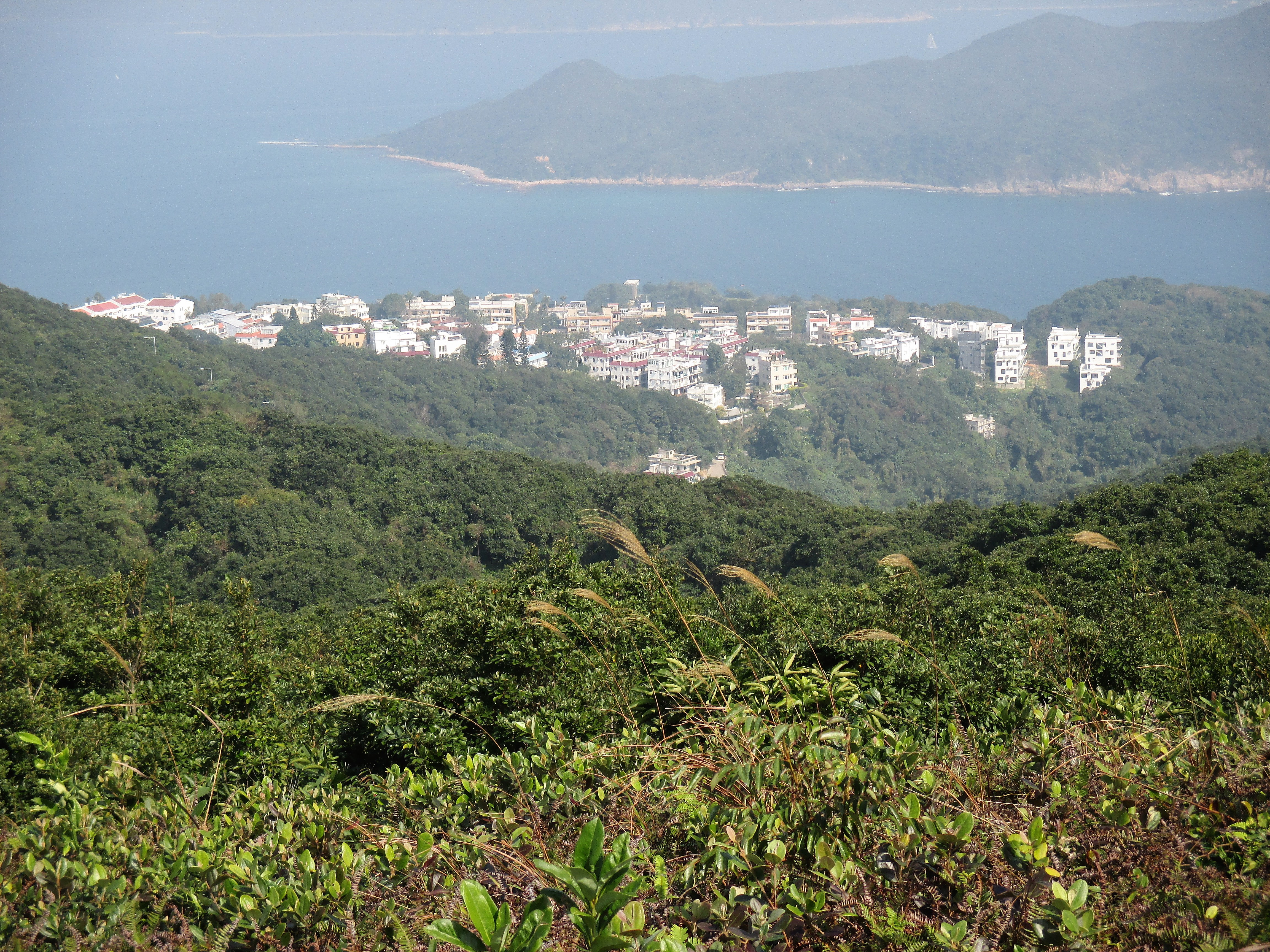
司馬文居於西貢五塊田

2018年1月14日，司馬文以CoVision選舉團隊的名義參選2018年3月香港立法會補選中建築、測量、都市規劃及園境界功能界別席位，填補姚松炎被褫奪的議席。宣佈參選後，司馬被揭發他違例僭建位於西貢五塊田的村屋，而司馬任職政府城市規劃師的妻子更有明知故犯的嫌疑。他隨後解釋2006年購入及遷入自住村屋時已有僭建的玻璃上蓋，並在2008年被地政總署要求拆除，但考慮到生活需要，決定不拆除及接受物業釘契。而屋宇署在2011年展開僭建物申報計劃時，他將僭建的玻璃上蓋與另外四件小型設施申報。他表示因明白公眾對從政者的要求，已經在決定參選後聘請承建商拆除僭建物。此外，由於司馬雖然符合參選資格，但卻既不是該功能界別的選民，亦沒有該界別的專業資格，因此被對手謝偉銓質疑無法代表業界。最終司馬文獲得2,345票，以584票之差落選立法會議席。
司馬為了改革香港鄉郊地區的管理，決定與在鄉政範疇上積極發聲的朱凱廸在2018年中共同發起綠色鄉村約章，並籌組聯盟在2019年1月首次參選2019年香港鄉郊代表選舉。司馬認為非原居民在鄉郊地區的人口比例持續增加，但基於歷史原因甚少過問鄉事委員會及鄉議局事務，希望籍參選令非原居民關注鄉政，促進鄉議局改革成更透明及問責的組織。及後，朱凱廸被選舉主任袁嘉諾指隱晦認支持「香港獨立是香港人的一個選項」而被裁定提名無效，而司馬則順利在所居住的西貢五塊田的檳榔灣村成為居民代表候選人。不過，成功獲提名的綠色鄉村約章聯署人均得不到廣泛村民支持，最終全數落敗，而司馬亦在檳榔灣選舉上以票數110比12大敗予角逐連任的原居民劉運明。
2019年香港區議會選舉中，司馬繼續在薄扶林選區競逐連任。同時競逐該議席的候選人包括前民主思路黨友姚潔凝及民建聯的蕭煒忠。雖然司馬在是次選舉中的領先比例縮窄至約百分之16，但因反對逃犯條例修訂草案運動刺激投票率下，他仍以參選以來的歷史最高票數2,547票當選。隨後，他在2020年1月7日的南區區議會首次會議上當選副主席一職。反修例運動運動在2021年緩和後，中央政府及港府加強對區議員的規範，司馬在民主派恐慌性辞职下堅持留任，最终完成宣誓儀式并被裁定有效。然而，區議會只至此只剩下三名區議員，南區民政事務處曾以人數不足以推選出新主席為由拒絕召開會議，僅有個別委員會仍能勉強運作。

### 退出選舉
港府在2023年5月公布完善地區治理建議方案，大幅度減少直選議席比例。司馬文認為方案會摧毀現時超過五百個諮詢架構內唯一幾乎以全直選方式組成的區議會架構，而新方案將難以表達民意，故他決定宣佈不再參選。他指出仍然會繼續參與海濱事務委員會、創建香港及免廢暢飲等工作服務香港市民。

## 個人生活
司馬文在首段婚姻中育有兩個兒子，他們為長子格斯（荷蘭語：Gus）及次子盧卡斯（荷蘭語：Lucas），分別出生於1993年和1995年。由於司馬文歸化中國國籍，當時未滿18歲的次子也一同歸化，但他對荷蘭充滿歸屬感及作為荷蘭國家足球隊支持者而十分不滿失去荷蘭國籍，而長子則因已經19歲而保持荷蘭國籍。雖然如此，司馬與兩名兒子關係親密，在暑假時常一起單車旅遊，但司馬在2009年與首個妻子離婚。
司馬文在2009年6月4日與規劃署城市規劃師梁凱庭（英語：Jannie Leung Hoi Ting）生了一名女兒，女兒名為司馬文意（荷蘭語：Eefje Zimmerman），而他的坐駕車牌也改用女兒的名字。他雖然沒有計劃女兒的出生日期，但認為六四事件對女兒的生日有一定意義。及後，他與梁於2012年完婚。另一方面，梁身為母親為反哺乳歧視而擔任香港母乳育嬰協會會長，曾舉辦集體哺乳反歧視活動。
雖然在香港生活數十年，而且兩任妻子均有中國血統，但司馬文並不懂得說粵語及書寫中文，亦需透過傳譯機協助參與區議會會議。他表示多年來在商場上的合伙人及客戶都精通英文，參選的區議會選區也屬於有大量高學歷選民的地區，接觸的香港官方文件也備有英文版本，並沒有注意需要學習粵語及中文。然而，他為2016年香港立法會選舉在街頭宣傳時被人質疑不懂粵語會不諳民情，選舉論壇時沒有即時翻譯也處於劣勢，令他在選舉後視粵語學習為首要任務。不過司馬文在2018年3月香港立法會補選中仍然以英語參與所有選舉論壇。

## 註释
1. ↑  根據其自述，司馬文的官方漢名姓氏為「司馬」，名字為「文」[1][2]，而名字則採用荷蘭語原文「Paulus Johannes Zimmerman」，而非英语譯名「Paul John Zimmerman」或「Paul Zimmerman」[3][4]。

## 資料來源
1. 1 2 3  司馬文. . Facebook. 2016-08-17  [2016-09-18]. （原始内容存档于2020-08-21）.
2. 1 2 3 4 5 6 7 8 9 10  . 長訊月刊. 2013-12-01  [2013-12-01]. （原始内容存档于2016-09-19）.
3. 1 2  黃彥勳.  (PDF). 憲報 (香港特別行政區政府). 2003-09-05, 14 (36)  [2020-05-28]. （原始内容存档 (PDF)于2017-01-11）.
4. 1 2   (PDF). 選舉管理委員會. 2006  [2016-11-10]. （原始内容存档 (PDF)于2016-08-19）.
5. 1 2 3 4 5 6 7 8 9 10 11 12 13 14 15 16 17 18 19 20  （英文）  [司馬文逃避兵役並放棄他的荷蘭護照]. 南華早報. 2015-08-07  [2015-08-07]. （原始内容存档于2015-08-10）.
6. 1 2 3 4 5 6 7  . 壹週刊. 2012-01-19  [2012-01-19]. （原始内容存档于2016-09-18）.
7. 1 2  . 蘋果日報. 2012-03-20  [2012-03-20]. （原始内容存档于2016-04-04）.
8. ↑  （英文） [創建香港創辦人]. 創建香港. 2016  [2016-09-18]. （原始内容存档于2016-10-04）.
9. ↑  . 選舉管理委員會.   [2016-11-10]. （原始内容存档于2016-08-19）.
10. ↑   (PDF). 選舉管理委員會. 2008-02-15  [2016-11-10]. （原始内容 (PDF)存档于2016-08-20）.
11. ↑   (PDF). 選舉事務處. 2008-12-04  [2016-11-10]. （原始内容存档 (PDF)于2017-01-11）.
12. ↑  . 頭條日報. 2010-01-08  [2016-11-10]. （原始内容存档于2016-09-18）.
13. ↑  . 東方日報. 2010-05-18  [2016-11-10]. （原始内容存档于2017-01-11）.
14. ↑  陳甘美華.  (PDF). 憲報 (香港特別行政區政府). 2010-05-28, 14 (21)  [2010-12-19]. （原始内容存档 (PDF)于2018-11-01）.
15. ↑  . 公民黨. 2010-09-06  [2016-11-10]. （原始内容存档于2016-10-11）.
16. 1 2 3  . 蘋果日報. 2010-09-06  [2016-11-10]. （原始内容存档于2016-09-18）.
17. ↑  YouTube上的劉應東助選義工受襲倒地
18. ↑  . 蘋果日報. 2010-09-05  [2016-11-10]. （原始内容存档于2016-09-18）.
19. ↑  . 文匯報. 2010-09-05  [2016-11-10]. （原始内容存档于2017-01-11）.
20. ↑  YouTube上的金毛 在司馬文助選團面前 公然挑釁
21. ↑   (PDF). 選舉事務處. 2012-02-03  [2016-11-10]. （原始内容存档 (PDF)于2016-08-20）.
22. 1 2  . AM730. 2012-04-19  [2016-11-10]. （原始内容存档于2020-07-01）.
23. 1 2  . 東方日報. 2012-06-28  [2016-11-10]. （原始内容存档于2017-01-11）.
24. ↑  . 香港商業電台. 2012-06-27  [2016-11-10]. （原始内容存档于2016-09-18）.
25. 1 2  . 蘋果日報. 2012-07-18  [2016-11-10]. （原始内容存档于2016-09-18）.
26. ↑  . 蘋果日報. 2012-08-09  [2016-11-10]. （原始内容存档于2016-09-18）.
27. ↑  . 美国之音. 2012-12-19  [2016-11-10]. （原始内容存档于2016-09-18）.
28. ↑  . 東方日報. 2012-12-02  [2016-11-10]. （原始内容存档于2017-01-11）.
29. 1 2  . 文匯報. 2012-12-20  [2016-11-10]. （原始内容存档于2017-05-18）.
30. ↑  . 司馬文區議員辦事處. 2015-09-24  [2016-11-10]. （原始内容存档于2020-08-21）.
31. ↑  . 香港商業電台. 2014-10-01  [2016-11-10]. （原始内容存档于2016-09-18）.
32. ↑  . 壹週刊. 2014-10-01  [2016-11-10]. （原始内容存档于2016-09-18）.
33. ↑  . 蘋果日報. 2015-11-04  [2016-11-10]. （原始内容存档于2016-09-18）.
34. ↑   (PDF). 選舉事務處. 2016-02-22  [2016-11-10]. （原始内容存档 (PDF)于2017-01-11）.
35. ↑  . 立場新聞. 2015-06-22  [2016-11-10]. （原始内容存档于2017-01-11）.
36. ↑  . 東方日報. 2016-07-19  [2016-11-10]. （原始内容存档于2016-10-23）.
37. ↑  . 明報. 2016-04-20  [2016-11-10]. （原始内容存档于2016-09-18）.
38. ↑  . 立場新聞. 2016-04-20  [2016-11-10]. （原始内容存档于2016-07-25）.
39. 1 2  . 蘋果日報. 2016-06-20  [2016-11-10]. （原始内容存档于2016-09-18）.
40. ↑  . 香港獨立媒體. 2016-07-19  [2016-11-10]. （原始内容存档于2017-01-11）.
41. ↑  . 立場新聞. 2016-09-02  [2016-11-10]. （原始内容存档于2016-11-06）.
42. ↑  . 美國之音. 2016-09-05  [2016-11-10]. （原始内容存档于2016-09-18）.
43. ↑  . 選舉事務處. 2016-09-05  [2016-11-10]. （原始内容存档于2016-09-18）.
44. ↑  . 選舉事務處. 2016-09-05  [2016-11-10]. （原始内容存档于2016-09-18）.
45. ↑  . 香港01. 2016-10-24  [2020-05-28]. （原始内容存档于2020-07-01）.
46. ↑  . 立場新聞. 2016-11-06  [2020-05-28]. （原始内容存档于2019-08-20）.
47. 1 2  . 香港01. 2016-12-12  [2020-05-28]. （原始内容存档于2020-07-01）.
48. ↑  . 蘋果日報. 2018-01-14  [2018-01-14]. （原始内容存档于2018-01-14）.
49. 1 2 3 4  . 東網. 2018-01-30  [2018-03-07]. （原始内容存档于2018-03-08）.
50. 1 2 3 4  . 蘋果日報. 2018-02-01  [2018-03-07]. （原始内容存档于2018-03-08）.
51. 1 2  . 文匯報 (香港). 2018-03-11  [2022-06-26]. （原始内容存档于2022-06-26）.
52. ↑  . 大公網. 2018-03-07  [2018-03-07]. （原始内容存档于2018-03-08）.
53. ↑   (PDF). 香港政府憲報. 2018-03-16  [2018-03-16]. （原始内容存档 (PDF)于2018-03-17）.
54. ↑  . 綠色鄉村約章. 2018  [2020-06-23]. （原始内容存档于2020-06-23）.
55. 1 2  . 立場新聞. 2018-11-07  [2018-03-16]. （原始内容存档于2018-11-07）.
56. ↑  . 眾新聞. 2018-12-02  [2020-06-23]. （原始内容存档于2020-06-23）.
57. 1 2  . now新聞台. 2019-01-06  [2020-06-23]. （原始内容存档于2020-06-23）.
58. ↑  . 文匯報. 2019-01-15  [2020-06-23]. （原始内容存档于2020-06-23）.
59. ↑   (PDF). 香港政府憲報. 2019-01-11  [2020-06-23]. （原始内容存档 (PDF)于2020-08-21）.
60. ↑  . 香港特別行政區政府. 2019-11-04  [2019-11-04]. （原始内容存档于2019-11-28）.
61. ↑  . 香港特別行政區政府. 2019-11-25  [2019-11-25]. （原始内容存档于2020-01-14）.
62. ↑  黃俊邦. . 2020-01-07  [2020-01-22]. （原始内容存档于2020-01-07）.
63. ↑  . 香港獨立媒體網. 2021-07-13  [2021-10-04]. （原始内容存档于2021-10-02）.
64. ↑  . 美國之音. 2021-09-09  [2021-10-04]. （原始内容存档于2021-09-21）.
65. ↑  . 香港01. 2021-09-07  [2021-10-04]. （原始内容存档于2021-10-04）.
66. ↑  . 信報財經新聞. 2021-10-04  [2021-10-04]. （原始内容存档于2021-10-04）.
67. 1 2  . 香港獨立媒體網. 2023-05-03  [2023-05-06]. （原始内容存档于2023-05-04）.
68. ↑  . 香港特別行政區政府新聞公報. 2023-05-02  [2023-05-06]. （原始内容存档于2023-05-03）.
69. ↑  . 香港01. 2023-05-03  [2023-05-06].
70. ↑  . 蘋果日報. 2014-07-26  [2015-11-10]. （原始内容存档于2016-09-18）.
71. ↑  . 蘋果日報. 2012-12-24  [2015-11-10]. （原始内容存档于2016-06-11）.
72. ↑  . 東方日報. 2016-08-01  [2016-11-10]. （原始内容存档于2016-11-06）.
73. ↑  . 荷兰在线. 2010-10-21  [2016-11-10]. （原始内容存档于2016-10-02）.
74. 1 2  . 端傳媒. 2016-11-30  [2016-11-30]. （原始内容存档于2016-12-20）.
75. ↑  YouTube上的自由風自由PHONE: 立法會補選論壇 - 建築、測量、都市規劃及園境界（粵語）
76. ↑  YouTube上的2018立法會補選論壇：建築、測量、都市規劃及園境界（粵語）

## 外部連結
- 司馬文的Facebook專頁
- 司馬文官方網站（页面存档备份，存于）

| 議會席位      | 議會席位                                                 | 議會席位                    |
| ------------- | -------------------------------------------------------- | --------------------------- |
| 前任： 陳岳鵬 | 南區區議會 薄扶林選區區議員 2010年9月6日－2023年12月31日 | 沒有 原因：選區併入南區西北 |
| 前任： 陳富明 | 南區區議會副主席 2020年1月7日－2023年12月31日            | 沒有 原因：職位廢除         |